# NK Elektrobosna Jajce
NK Elektrobosna je nogometni klub iz Jajca, BiH. Svoje utakmice igra na stadionu Mračaj. 

## Povijest
NK Elektrobosna je osnovan 1930. kao Sportski klub Elektrobosna. Osnovali su ga radnici istoimene jajačke tvornice, koji su klubu nadjenuli ime Elektrobosna.
Klupske boje 1932. bile su bijela i plava.
Prvu utakmicu odigrao je 1931. godine na Han-Skeli protiv SK “Krajišnik” iz Banje Luke. Do izbijanja Drugog svjetskog rata natjecao se na razini Sarajevskog nogometnog podsaveza. 1937. je godine doigravao za ulazak u Prvu ligu Kraljevine Jugoslavije. Doigravali su protiv SAŠK-a iz Sarajeva, najjačeg međuratnog kluba u BiH.  Poslije rata obnovio rad kao "Fudbalski klub" Elektrobosna. Promijenio je podsavez. Natjecao se u Banjolučkoj podsaveznoj ligi nekoliko sezona, a potom je prešao u novoosnovanu Krajišku zonu. Prvak te lige doigravao je za ulazak u drugu ligu, što Elektrobosna nikad nije uspjela, premda se dugo borila za vrh i bila u vrhu. Samo su jednom zbog smjene generacija ispali u Podsaveznu ligu sredinom šezdesetih, no vratili su se već sljedeće sezone. Sedamdesetih godina prvak Krajiške zone izravno je ulazio u drugu ligu, ali tri godine uzastopno Jajčani nisu uspjeli, premda su bili u vrhu. Sezone 1972./73. izborili su nastup u novoosnovanoj Republičkoj ligi BiH, vrlo jakom natjecanju. Financijski su zahtjevi narasli. Zbog potrebe jake lige moralo se dovoditi igrače iz drugih sredina. Sagrađen je i novi stadion Mračaj. Često popunjen do kraja, pa je zakasnjelim gledateljima kao tribina poslužila nizbrdica ispod magistralnog puta Jajce-Bihać (put AVNOJ-a) odmah iza gola s koje su gledali utakmicu. Brza cesta služila je kao parkiralište, što je zaustavljalo promet na ovoj važnoj prometnici. Godine 1988. ligaško je natjecanje reorganizirano. Na štetu Elektrobosne imali su lošu sezonu i nisu se plasirali u Međurepubličku ligu. Republička liga poodijeljena na tri skupine, a Elektrobosna je završila u je sada igrala u Republičkoj ligi – Zapad. Imala je manje atraktivne protivnike zbog čega klupsko vodstvo nije dovodilo igrače sa strane, nego se oslanjalo na domaće igrače. Tih je godina Elektrobosna” imala vrlo veliki omladinski pogon. U Republičkoj ligi – Zapad bila je uvijek u vrhu. Ratne 1991./92. Elektrobosna dobro je igrala, a prvenstvo je prekinuto poslije 20.kola koncem ožujka 1992. zbog razmahivanja srpskih ratnih osvajanja po BiH. Tada je na ljestvici je vodio Podgrmeč iz Sanskog Mosta, a bod manje od vodećeg imali su BSK Banja Luka i jajačka Elektrobosna.
Natjecao se u Prvoj ligi Herceg-Bosne i poslije Drugoj ligi Herceg-Bosne. Nekoliko godina klub je bio neaktivan u ligaškim natjecanjima. Ranije se natjecao u Drugoj ligi – Zapad I. Od sezone 2011./12. se ponovno uključuje u natjecanje od najniže razine - 2. županijske lige ŽSB. U toj sezoni bio je na posljednjem, sedmom, mjestu ligaške tablice. U sezoni 2014./15. ostvaruju plasman u 1. županijsku ligu. U sezoni 2020/21. Elektrobosna osvaja prvo mjestu u skupini B 1. županijske lige i ostvaruje plasman u Drugu ligu FBiH – Zapad.
Dao je dvojicu poznatijih nogometaša, Florijana Matekala i Miralema Zjaju.